# Ping of death
Een ping of death (POD) is een denial-of-service-aanval tegen een host op een computernetwerk.
De aanval wordt bewerkstelligd door middel van fragmentatie; een Internet Control Message Protocol-pakket dat groter is dan de toegestane 65535 byte wordt (in gedeelten) verstuurd. Wanneer de ontvangen fragmenten bij ontvangst opnieuw samengevoegd worden, ontstaat een bufferoverloop, waardoor de TCP/IP-stack kan crashen. In het verleden waren veel besturingssystemen, waaronder Windows, linux en BSD-systemen, kwetsbaar voor dit type aanval. Alle moderne besturingssystemen zijn hiervoor echter onkwetsbaar gemaakt. Ook kunnen vele firewalls de aanval identificeren door te kijken naar de Fragment Offset- en Total Length-velden in het internetprotocol van de fragmenten.
Een eenvoudigere vorm is ping flooding, waarbij zoveel normale pingverzoeken verzonden worden, dat het gewone verkeer naar de server vastloopt.